# 阿文代爾莊園 (喬治亞州)
阿文代爾莊園（英語：Avondale Estates）是一個位於美國喬治亞州迪卡爾布縣的城市。

## 地理
阿文代爾莊園的座標為33°46′15″N 84°15′54″W / 33.77083°N 84.26500°W，而該地的平均海拔高度為313米（即1027英尺）。

## 人口
根據2010年美國人口普查的數據，阿文代爾莊園的面積為2.90平方千米，當中陸地面積為2.90平方千米，而水域面積為0.00平方千米。當地共有人口2960人，而人口密度為每平方千米1,020人。